# Самерфилд (Канзас)
Самерфилд (енгл. Summerfield) град је у америчкој савезној држави Канзас.

## Демографија
По попису из 2010. године број становника је 156, што је 55 (-26,1%) становника мање него 2000. године.
| Група             | 2000.       | 2010.       |
| Белци             | 209 (99,1%) | 151 (96,8%) |
| Афроамериканци    | 0 (0,0%)    | 1 (0,6%)    |
| Азијати           | 0 (0,0%)    | 0 (0,0%)    |
| Хиспаноамериканци | 0 (0,0%)    | 2 (1,3%)    |
| Укупно            | 211         | 156         |